# Ax Battler
Ax Battler (アックス=バトラーAkkusu Batora), también conocido como Tarik en algunos juegos en inglés, es uno de los principales personajes de la Saga Golden Axe, un bárbaro que lucha con una espada larga.

## Historia personal
La ciudad natal de Ax Battler fue destruida por Death Adder, y él perdió a su madre. En busca de venganza, el bárbaro va en busca de Death Adder y sus fuerzas oscuras.

## Características físicas, mágicas y armamento
Es el típico estereotipo de un bárbaro, un hombre moreno y corpulento de 1'80 cm de altura, su arma es una gran espada, la cual blande con experiencia en los combates.
Ax Battler es el más equilibrado de los tres guerreros, tiene una gran fuerza (aunque no tan fuerte como Gilius) y el poder mágico (que Tyris es mejor). Él usa una larga espada como arma.
En Golden Axe, Ax Battler utiliza elemento tierra mágica y en Golden Axe II, utiliza el viento como elemento mágico. En Ax Battler: Una Leyenda de Golden Axe, Ax Battler puede usar la Tierra, el rayo y el Fuego como magia.

## Apariciones
- Golden Axe
- Golden Axe II
- Ax Battle: A legend of Golden Axe